# Lejonbalk
Den här artikeln handlar om ätten Lejonbalk med styckat sinister fält (balkar, snedbjälkar)
Lejonbalk är en nutida konventionell benämning på en svensk medeltida frälseätt med ursprung från Uppland som inte själva använde något släktnamn. Ätten kallas idag för Lejonbalk på grund av den kluvna skölden som i höger fält visar ett lejon, som möjligen skulle understryka släktskapen med Bjälboätten, och i vänster fält en flera gånger med sneda balkar styckad sköld, vilken förekommer i flera varianter inom ätten, och där sex gånger styckad är vanligast, efter dess första bärare, stamfadern Karl Ingeborgasson:
Vapen: kluven sköld med ett lejon i det heraldiskt högra fältet, vänstra fältet fyra, sex eller sju gånger styckat.  Vapnets tinkturer är okända i litteraturen och de här återgivna är gissningar.

## Bakgrund
Ättens med första kände man är riddaren och lagmannen Karl Ingeborgasson.  Uttalandet att denne skall varit son till en lagman Folke i Värend och en hans förnämligare hustru Ingeborg kan inte understödas i källmaterialet.
I sitt sigill förde Karl Ingeborgason en kluven sköld med ett lejon i det heraldiskt högra fältet och med det vänstra fältet sex gånger styckat, så att det kan uppfattas som tre balkar. Medlemmar av ätten har också fört en liknande sköld, styckad sju gånger och Karl Ingeborgasons son Magnus förde som ung en sköld med en vinge, som sedan ärvdes till den äldre ätten Puke.
Karl Ingeborgasson Lejonbalk, död 1273  ägde Salnecke slott i Uppland och är den tidigaste Lejonbalk som uppträder i register i Sverige. Uppträder tidigast år 1263 och bar redan då titeln "dominus" (herre). Omnämnes som lagman i Tiohärad år 1266.
Karl Ingeborgason dog tidigast 1266 men troligen 1273. Han nämns ej som levande efter 1266. Han och hustrun är begravda i Nydala kloster, till vilket makarna även testamenterade den ovan nämnda jorden.
Två av hans söner: Folke Karlsson (Lejonbalk) och Magnus Karlsson (Lejonbalk), var även de lagmän i Tiohärads lagsaga, sonen Folke Karlsson efterträdde honom, senast år 1273, och från omkring 1300 tog andre sonen Magnus Karlsson över lagmansämbetet i Tiohärads lagsaga.

Magnus Karlsson kan beläggas bland hertig Erik Magnussons män redan vid dennes belägring av Stockholms slott 1306, var bland dennes löftesmän i förbindelsen 1310 angående morgongåva och livgeding till dennes tilltänkta gemål Sofia av Werle och i fredstraktaten i Helsingborg 1313 samt nämnes samma är bland hertigarnas råd. 
I yngre år förde Magnus Karlsson i sigillet det vapen med ett pukehorn (en uppåtvänd vinge) som sedan upptogs av hans systers make riddaren Ragvald Puke och dennes ättlingar, men från omkring 1305 hade han samma vapen som sin far, en kluven sköld med ett lejon i det heraldiskt högra fältet och med det vänstra fältet sex gånger styckat, så att det kan uppfattas som tre balkar.
Magnus Karlssons första hustru Cecilia Elofsdotter (vingad pil) var dotter till Birger Jarls halvbror Elof (vingad pil) på mödernet.
Hans äldsta son Ragvald Magnusson (död tidigast 1322) förekommer tidigast bland de stormän, som 1319 ratificerade stilleståndet mellan kung Birger och hans motståndare, och namnges som riksråd i fyra brev från åren 1320—1322.
Sonen Holmger Magnusson (död tidigast 1341) blev senast 1337 riddare och var får till far till kaniken  i Västerås, Magnus Holmgersson.
Kaniken i Västerås Magnus Holmgersson (död tidigast 1358) förde till en början i sigillet en fyrstyckad sköld, sannolikt hans mödernevapen, men mot slutet av sitt liv liksom farfadern återupptog han fädernevapnet. Enligt en notering 21 maj 1358, när Magnus Holmgersson säljer sitt gods i Borshult till sin bror Ulf, förde han följande vapen i sitt sigill: en kluven sköld med vänstra fältet fyra gånger styckat, i högra fältet lejon Han var 1354 kyrkoherde i Hultsjö socken i Västra härad i Småland.
Hans bror Ulf Holmgersson (död omkring 1396) blev riddare något av åren 1358–1365 och beseglade ett brev i Västerås i samband med underhandlingarna där, mellan folkungarna och kung Albrekts män i juni 1365. I sin småländska hembygd har han ej kunnat beläggas senare än 1366. Nästa gång Ulf Holmgersson dyker upp i brevmaterialet är 1369 och 1370, då han på Akershus fästning respektive Bohus fästning förekommer bland konung Håkans främste män, och bland dessa nämnes han även i stilleståndsfördraget med kung Albrekts anhängare vid Edsviken i Sollentuna, Stockholm, 1371, men flyttade senare till Norge.
1386 bytte Ulf Holmgersson bort jord i Västergötland mot jord i Norge, och 1388 var han en av de främsta bland de norska stormän som i Oslo valde drottning Margareta till Norges härskarinna. Ulf Holmgersson begravdes i Ids kyrka i sydöstra Norge. Att han ej efter Margaretas seger återvände till Sverige torde ha sin förklaring i att han gift sig med Cecilia Jonsdotter, dotter till kung Magnus Erikssons kusin, den norske stormannen Jon Hafthorsson (Roos).

## Släkttavla
1. Karl Ingeborgasson Lejonbalk, död 1273,  lagman i Tiohärad år 1266, ägde Salnecke slott i Uppland. Gift med Ulfhild Sigtryggsdotter (Boberg).
  1. Folke Karlsson (Lejonbalk), lagman i Tiohärad senast år 1273.
  2. Magnus Karlsson (Lejonbalk), lagman i Tiohärad omkring 1300. Gift med Cecilia Elofsdotter (vingad pil), dotter till Elof (förfader till ätten vingad pil).
    1. Ragvald Magnusson (död tidigast 1322), riksråd och var bland de stormän, som 1319 ratificerade stilleståndet mellan kung Birger och hans motståndare.
    2. Holmger Magnusson (död tidigast 1341), riddare senast 1337 .
      1. Magnus Holmgersson (död tidigast 1358), kanik i Västerås
      2. Ulf  Holmgersson (död omkring 1396), riddare, köpte sin bror Magnus Holmgerssons gods i Borshult, vilken han bytte bort 1386, eftersom han senare flyttade till Norge, och var 1388 en av de främsta bland de norska stormän som i Oslo valde drottning Margareta till Norges härskarinna. Gift med Cecilia Jonsdotter, dotter till kung Magnus Erikssons kusin, den norske stormannen Jon Hafthorsson (Roos)

## Galleri

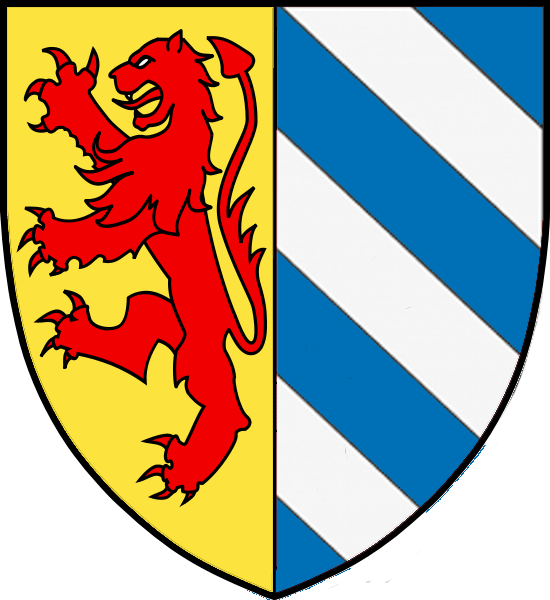
Karl Ingeborgasons vapen, styckad sex gånger
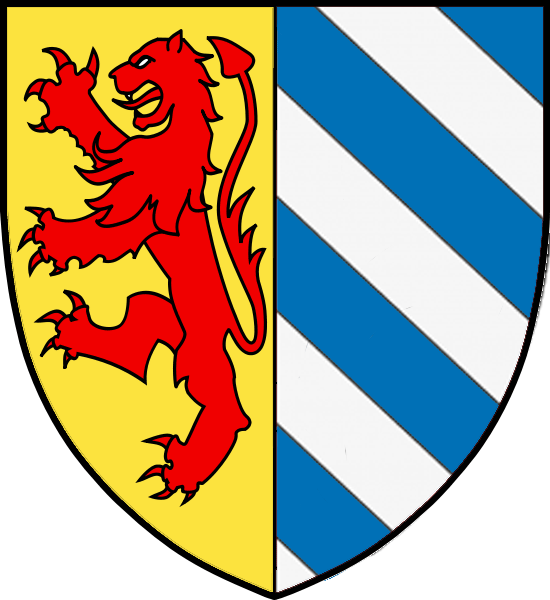
Medlemmar av ätten, som Magnus Karlsson (Lejonbalk), har också fört en liknande sköld, styckad sju gånger
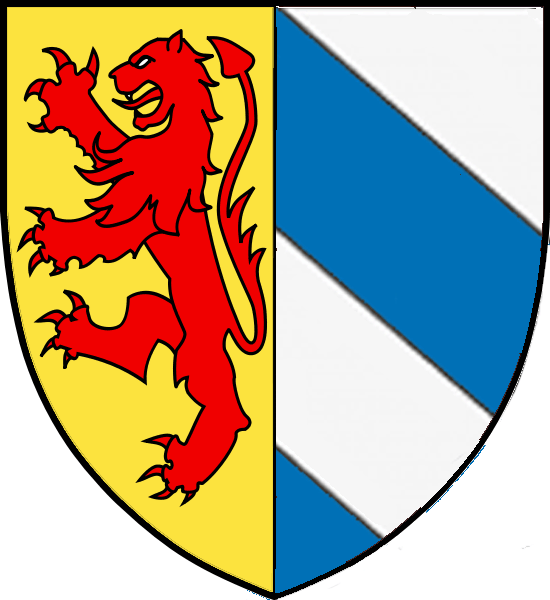
Magnus Holmgerssons vapen styckad fyra gånger
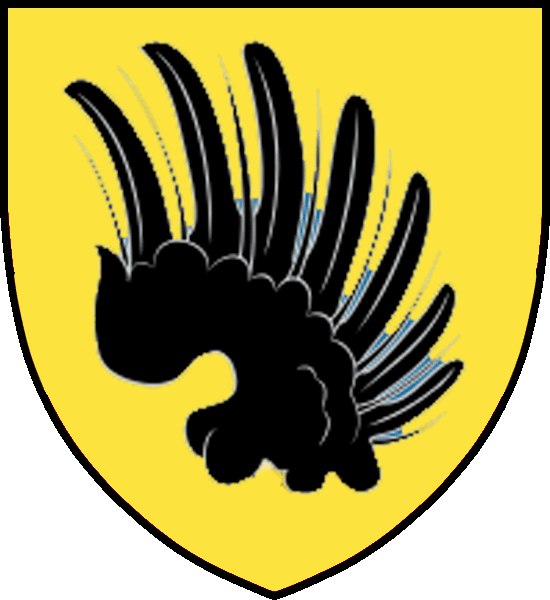
I yngre år förde Magnus Karlsson i sigillet ett pukehorn (uppvänd örnvinge)
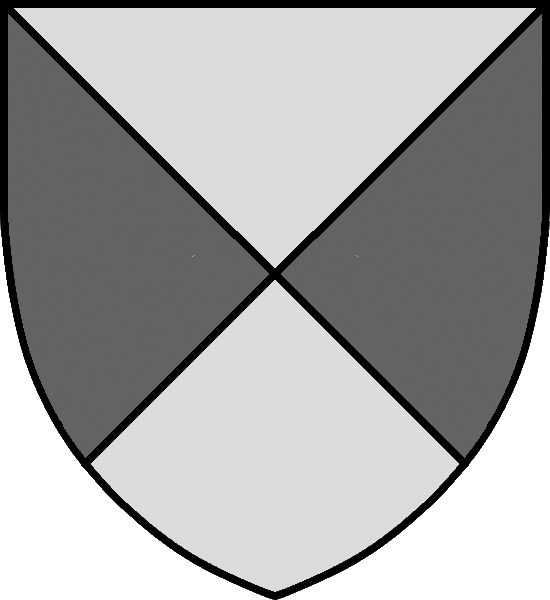
I yngre år förde Magnus Holmgersson i sigillet en fyrstyckad sköld